# Stilpnus nigricornis
Stilpnus nigricornis là một loài tò vò trong họ Ichneumonidae.